# Société française de bandes dessinées
La Société française de bandes dessinées est un éditeur français disparu, actif en particulier dans les périodiques de bandes dessinées en France.